# 205 a.C.

## Eventos

### Roma
- Públio Licínio Crasso Dives e Cipião Africano, cônsules romanos.
- Décimo-quarto ano da Segunda Guerra Púnica:
  - Enquanto Cipião partia da Hispânia para o norte da África, Crasso manteve Aníbal encurralado em Brúcio (moderna Calábria).
  - Revolta de Indíbil e Mandônio contra os romanos na Hispânia depois da partida de Cipião.
  - A Primeira Guerra Macedônica termina num impasse com o Tratado da Fenícia entre Filipe V da Macedônia e a República Romana, liderada pelo procônsul e propretor Públio Semprônio Tuditano, que foi eleito cônsul no ano seguinte.

## Mortes
- Ptolomeu IV Filópator, imperador do Egito que governou entre 221 a.C. (238 a.C.) até a data de sua morte.
- Teofilisco de Rodes, comandante da frota ródia na Batalha de Quio de 201 a.C..
- Mandônio, chefe dos ausetanos durante a invasão romana da Hispânia.
- Indíbil, chefe dos ilergetes durante a revolta de Indíbil e Mandônio.